# Alejandro Mancuso
Alejandro Victor Mancuso (ur. 4 września 1968 w Ciudadeli) – argentyński piłkarz, grający na pozycji pomocnika.
Mancuso rozpoczął swoją karierę w 1988 roku w Ferro Carril Oeste, gdzie grał przez rok. Jego następnym klubem był Vélez Sársfield. W 1993 roku Mancuso przeszedł do Boca Juniors, w którym rozegrał 65 spotkań i zdobył 3 bramki. W 1995 roku Alejandro grał w SE Palmeiras (15 meczów, 1 gol), rok później w CR Flamengo (66 meczów, 5 goli) a w 1997 roku w Santa Cruz Recife. Jeszcze w tym samym roku zmienił klub, tym razem na CA Independiente, ale tam również grał tylko przez rok. W sezonie 1998/1999 Mancuso grał w CD Badajoz, później powrócił do Santa Cruz, a w 2000 roku zakończył karierę w klubie CA Bella Vista.
Alejandro Mancuso był 10-krotnym reprezentantem Argentyny w latach 1992–1994. Grał z nią na Copa América 1993 oraz na Mundialu 1994.